# Malanea subtruncata
Malanea subtruncata är en måreväxtart som beskrevs av Julian Alfred Steyermark. Malanea subtruncata ingår i släktet Malanea och familjen måreväxter. Inga underarter finns listade i Catalogue of Life.